# Gabinete Steeg
O Gabinete Steeg foi o ministério formado por Théodore Steeg em 13 de dezembro de 1930 e dissolvido em 22 de janeiro de 1931. Foi o 85º gabinete da Terceira República Francesa, sendo antecedido pelo Gabinete Tardieu II e sucedido pelo Gabinete Laval I.

## Contexto
Théodore Steeg foi nomeado Presidente do Conselho de Ministros em dezembro de 1930, permanecendo pouco mais de um mês no cargo, em um ministério formado por radicais e republicanos de direita. Durante a sessão parlamentar de 22 de janeiro de 1931, o gabinete foi colocado em minoria na Assembleia Nacional Francesa durante uma votação denunciando a política agrícola do governo.
Steeg renunciou no mesmo dia, sendo substituído, dias depois, por Pierre Laval.

## Composição

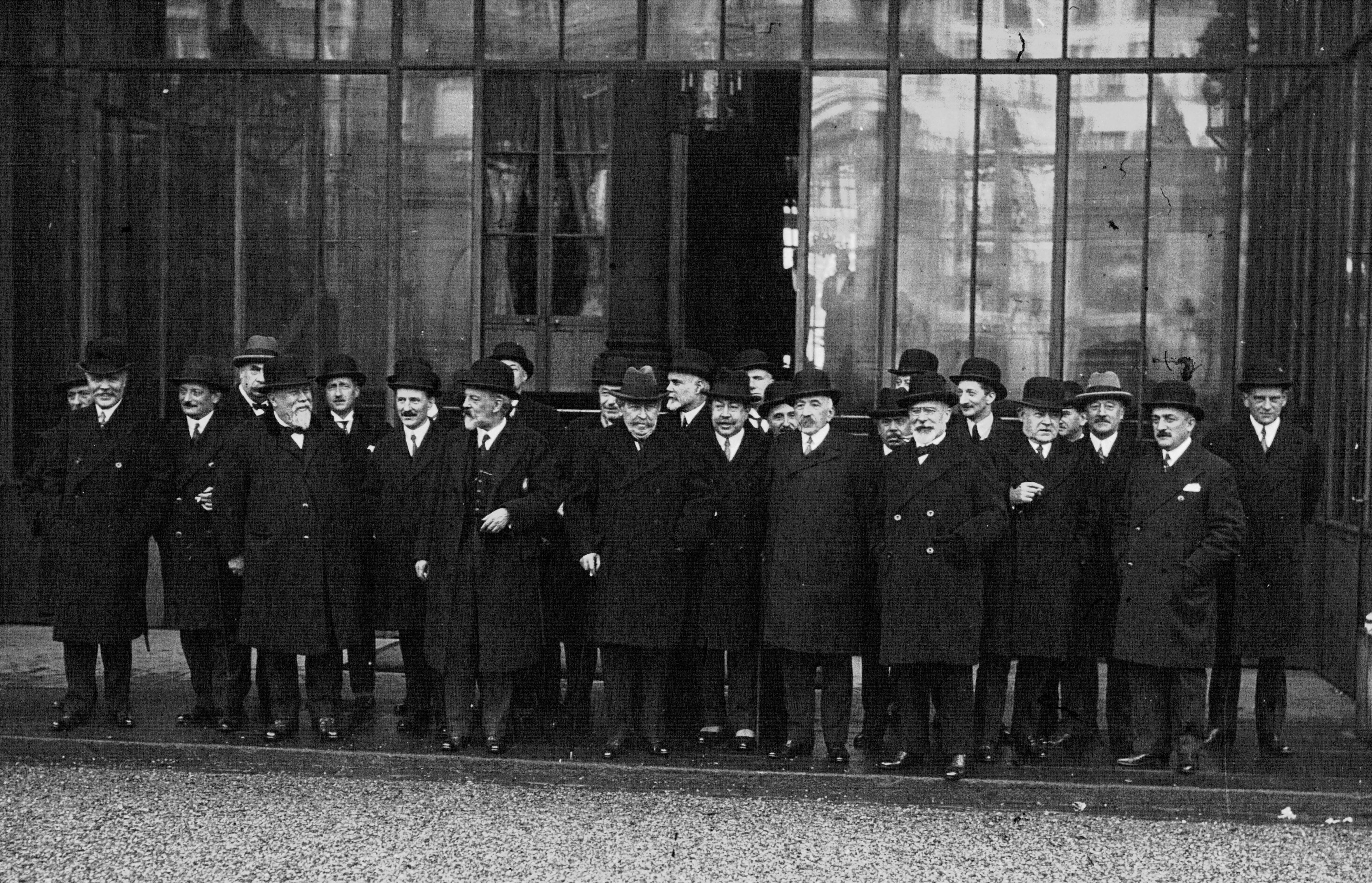
O Gabinete Steeg em fotografia de 1930.

- Presidente da República: Gaston Doumergue
- Presidente do Conselho de Ministros: Théodore Steeg
- Ministro dos Estrangeiros: Aristide Briand
- Ministro da Justiça: Henry Chéron
- Ministro do Interior: Georges Leygues
- Ministro da Guerra: Louis Barthou
- Ministro das Finanças: Louis Germain-Martin
- Ministro da Marinha Militar: Albert Sarraut
- Ministro da Instrução Pública e Belas Artes: Camille Chautemps
- Ministro das Obras Públicas: Édouard Daladier
- Ministro da Agricultura: Victor Boret
- Ministro da Economia Nacional, Comércio e Indústria: Louis Loucheur
- Ministro do Trabalho, Higiene e Segurança Social: Édouard Grinda
- Ministro das Pensões: Robert Thoumyre (1930-1931); Maurice Dormann (1931)
- Ministro do Ar: Paul Painlevé
- Ministro dos Correios, Telégrafos e Telefones: Georges Bonnet
- Ministro da Marinha Mercante: Charles Daniélou
- Ministro da Saúde Pública: Henri Queuille
- Ministro do Orçamento: Maurice Palmade